# Anker (bouwdozen)

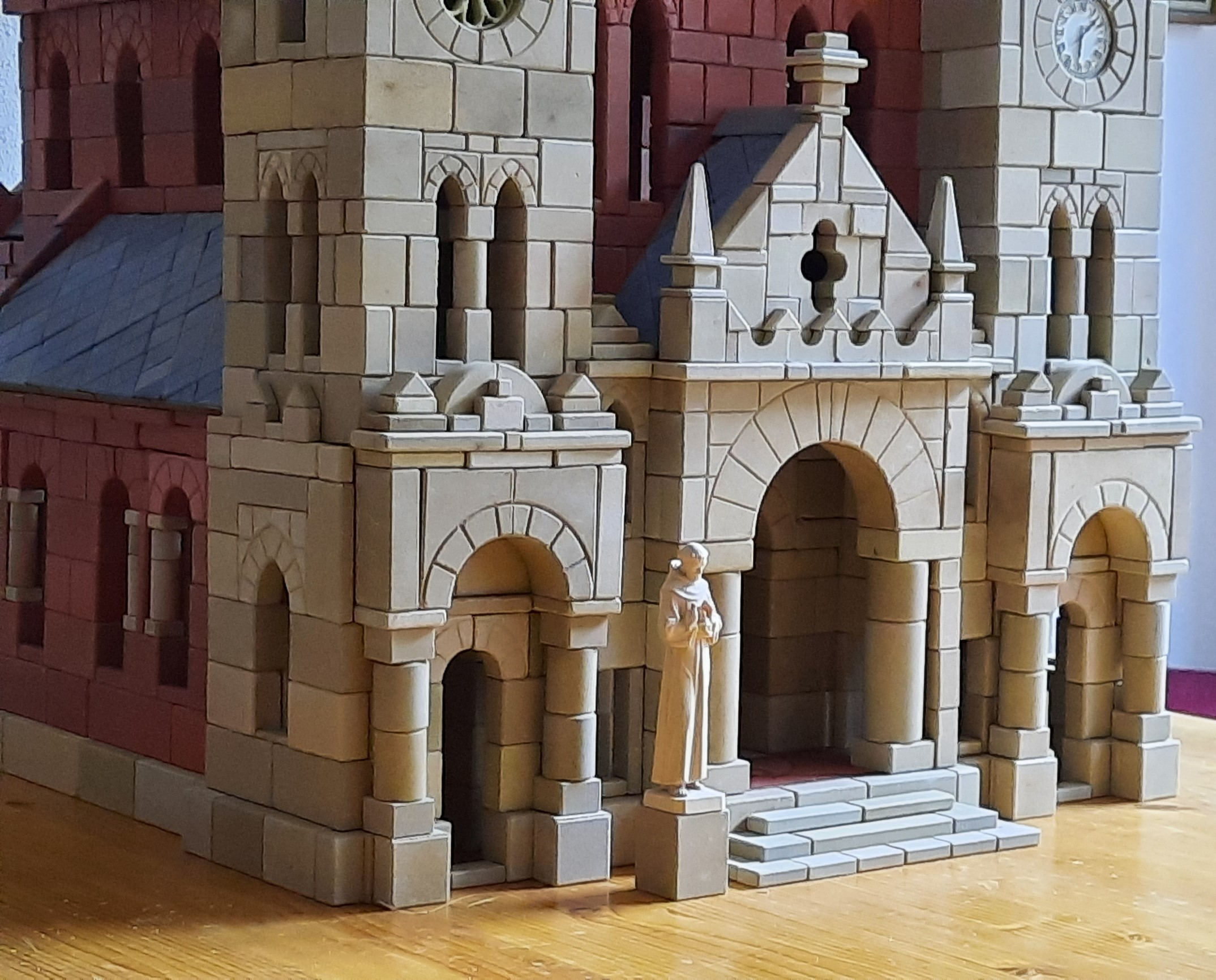
Domkerk uit doos DS29

De Anker-bouwdozen (Duits: Anker-Steinbaukasten), ook wel Ankerstenen genoemd, zijn wereldberoemd geworden Duits speelgoed.
Deze dozen werden aan het einde van de negentiende eeuw ontwikkeld door de Duitse vliegtuigpionier Otto Lilienthal en diens broer Gustav, die architect was. Gustav was naast zijn werk als architect actief als sociaal en pedagogisch hervormer.

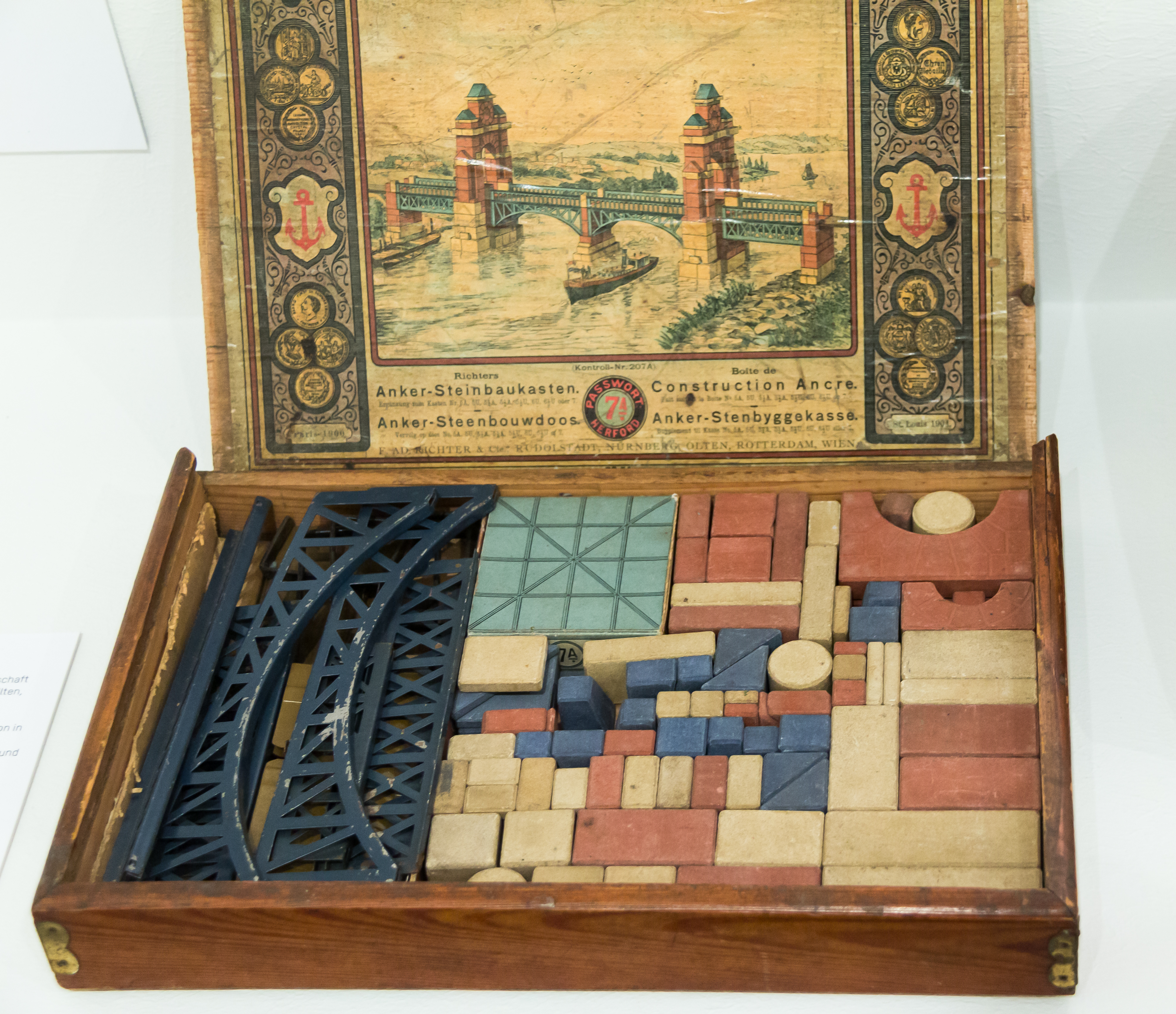
Bouwdoos van de DS serie uit 1910

De bouwdozen zijn gevuld met echte miniatuur bakstenen en zijn voorzien van een nauwgezette instructietekening. Daarmee kunnen – deels echt bestaande – huizen, kerken en paleizen worden nagebouwd. De verschillende bouwstenen hebben daartoe nummers. Overigens zijn sommige dozen ook voorzien van metalen onderdelen, waarmee bruggen gebouwd kunnen worden. De bestaande bouwvoorbeelden zijn vooral geïnspireerd door de neo-stijlen uit het eind van de negentiende eeuw zoals neo-gotiek en neoclassicisme, verder Jugendstil en rococo.
De beide broers – beiden door geldzorgen achtervolgd – verkochten het patent op hun bouwdozen in 1892 aan de firma Richter in Rudolstadt. Daar werden de dozen vervolgens in productie genomen. De Ankerbouwdozen zullen twee wereldoorlogen overleven. In 1963 stopte evenwel de productie. Maar na de Wende in 1989 werd de productie in een nieuwe fabriek met vallen en opstaan weer herstart. Op dit moment zijn alle dozen van de NF serie (tot 3851 stenen) weer te koop bij Ankerstein GmbH, nog steeds in Rudolstadt.
Er bestaat een gemeenschap van verzamelaars van en bouwers met Ankerstenen. Belangrijkste kenniscentra zijn de internationale Club van  Ankervrienden en het Ankerstein center. Hier wordt de omvangrijke historie van de ontwikkeling van Ankerstenen onderzocht en worden nieuwe bouwvoorbeelden ontwikkeld met hulp van een geavanceerd 3D programma (AnkerPlan2) dat speciaal voor Ankerstenen is ontwikkeld.
Het bouwsysteem is in bescheiden vorm te zien in het Speelgoedmuseum Deventer, in het Speelgoedmuseum ‘Op Stelten’ in Oosterhout (Noord-Brabant) en in het Speelgoedmuseum Mechelen. Maar zeer uitgebreid in het Ankermuseum in Spandau (West-Berlijn).